# هاري كروفورد
هاري كروفورد (10 ديسمبر 1991 بواتفورد في المملكة المتحدة - ) (بالإنجليزية: Harry Crawford)‏ هو لاعب كرة قدم بريطاني في مركز الهجوم. شارك مع منتخب جمهورية أيرلندا تحت 19 سنة لكرة القدم. أما مع النوادي، فقد لعب مع بوريهام وود إف سي ونادي بارنت ونادي ساوثيند يونايتد ونادي دارتفورد وسانت ألبانز سيتي ونادي دوفر أتليتيك.

## وصلات خارجية
- هاري كروفورد على موقع قاعدة بيانات كرة القدم.إي يو (الإنجليزية)
- هاري كروفورد على موقع Soccerbase.com (لاعب) (الإنجليزية)
- هاري كروفورد على موقع Soccerway.com (الإنجليزية)